# Lommel SK
Pour les articles homonymes, voir Lommel (homonymie).
Ne pas confondre avec K Overpeltse VV (matricule 2082), un autre club de football.
Ne pas confondre avec KFC Lommelse SK (matricule 1936), club disparu.
Maillots
Actualités
Dernière mise à jour : 27 mars 2025.
Le Lommel Sportkring est un club de football belge initialement originaire de la commune d'Overpelt mais évoluant désormais à Lommel, une localité voisine. Ce club, fondé en 1937, est porteur du matricule 2554. Il joue longtemps sous son nom initial de VV Overpelt-Fabriek. En 2003, il change son nom en allant s'installer à Lommel et devient K. VSK United Overpelt-Lommel. Il prend le nom de Lommel United en 2010, puis son nom actuel en 2017.
Ce club dispute en 2018-2019 sa 65e saison en séries nationales.

## Histoire
Le club a ses racines dans une équipe, créée dans les années 1920, sous l'appellation « Vlug & Vrij Overpelt-Usines », par les personnels des usines jouxtant la localité d'Overpelt. À partir de 1927, ce club s'affilie à l'URBSFA qui lui attribue le matricule 1064. "Overpelt-Usines" arrête ses activités et son matricule est radié en janvier 1933.
Le lieu où ce club naquit est situé entre les communes d'Overpelt et de Lommel et prit le nom d'Overpelt-Usines puis d'Overpelt-Fabriek à la fin du XIXe siècle à la suite de l'installation et du développement d'usines de fabrication de zinc. Ces entreprises s'avérèrent importantes pour la région sablonneuse et rurale de la Campine du Nord, et furent le principal pourvoyeur d'emplois dans la région.
Quatre ans après la disparition du "VV Overpelt-Usines", un club est reconstitué sur les bases du premier, toujours par les ouvriers des entreprises locales, sous la dénomination Vlug & Vrij Overpelt-Fabriek. Jusqu'en 2003, les couleurs de ce club sont Rouge et Bleu. Ce club reste dans les séries provinciales jusqu'en 1954. Il fait alors sa toute première apparition en séries nationales. Il ne les a plus quittées depuis.
Après quatre saisons au 4e niveau de la hiérarchie, VV Overpelt-Fabriek accède à la Division 3. Le club y reste 25 saisons consécutives puis monte en Division 2.
Le matricule 2554 reste trois saisons dans l'anti-chambre de l'élite avant d'être relégué. En 1989, le club doit redescendre en Promotion pour deux ans. En 1994, en remportant le Tour final de D3, le club retrouve l'antichambre de l'élite et y passe de nouveau trois saisons. Il connaît ensuite deux relégations successives et retombe en Promotion.
Cette fois, le "purgatoire" ne dure qu'une saison et le K. VV Overpelt-Fabriek revient au 3e échelon national par le biais du Tour final de Promotion.
En fin de saison 2002-2003, à la suite de la disparition du K. FC Lommelse SK (matricule 1986), le club qui se trouve trop à l'étroit dans ses installations, s'en va prendre ses quartiers au Stedelijkstadion de Lommel et prend le nom de K. United Overpelt-Lommel (le terme K. Voetbal Sport Kring United (en abrégé "VSK United") est souvent employé, mais il n'est jamais officialisé sur les tablettes fédérales). Le matricule 2554 retrouve la Division 2 en 2005. Le club adapte ses couleurs en jouant le plus souvent en shorts noirs avec des maillots blancs portant des lignes (ou des passementeries) rappelant le Rouge et Bleu associés au Vert (de Lommel).
Contrairement à une idée préconçue, il n'y eut pas de fusion entre le matricule 2554 et le 1986 (de K. FC Lommelse SK) pour la bonne et simple raison que ce dernier a été radié par la Fédération. On ne peut pas fusionner avec un matricule qui n'existe plus.
En mai 2010, des tractations avec le K. FC Racing Mol-Wezel (matricule 844), un cercle évoluant en D3, aboutissent. Peinant à se faire une place au soleil, les dirigeants du matricule 844 préfèrent jeter l'éponge ! Il ne s'agit pas vraiment d'une fusion complète, car le "matricule 844" reprend son nom d'origine de K. FC Wezel et poursuit des activités. Le K. United Overpelt-Lommel change de nom et devient le K. United Lommel.
Le 7 mai 2020, le club est racheté par le City Football Group. En fin de contrat, l'entraîneur Peter Maes n'est pas renouvelé et est remplacé par l'Anglais Liam Manning, alors âgé de 34 ans. Lors du mercato estival, quatre joueurs sont prêtés par Manchester City, Marlos Moreno, Daniel Grimshaw, Thomas Agyepong et Aminu Mohammed. En février, le jeune milieu brésilien de 18 ans Diego Rosa, fraîchement transféré de Grêmio à Manchester City, est prêté dans la foulée au club belge.

## Identité du club

### Évolution du blason

Ancien logo du Vlug & Vrij Overpelt-Fabriek.
Ancien logo du KVSK United.
Logo du club jusqu'en 2022.
Logo du club depuis 2022.

## Palmarès et statistiques
Statistiques mises à jour le 3 décembre 2024 (terme de la saison 2023-2024)

### Palmarès
- 2 fois Champion de Belgique de Division 3 en 1982 et 2005.
- 2 fois Champion de Belgique de Promotion en 1957 et 1991.

### Bilan
| Niv | Divisions     | Jouées | Titres | TM Up | TM Down |
| --- | ------------- | ------ | ------ | ----- | ------- |
| I   | 1re nationale | 0      | 0      |       |         |
| II  | 2e nationale  | 23     | 0      | 5     | 1       |
| III | 3e nationale  | 40     | 2      | 3     | 1       |
| IV  | 4e nationale  | 6      | 2      | 1     |         |
| V   | 5e nationale  | 0      | 0      |       |         |
|     |               |        |        |       |         |
|     | TOTAUX        | 69     | 4      | 9     | 2       |

- TM Up : test-match pour départager des égalités, ou toutes formes de Barrages ou de Tour final pour une montée éventuelle.
- TM Down : test-match pour départager des égalités, ou toutes formes de Barrages ou de Tour final pour le maintien.

### Classement saison par saison
| Ordre | Saison  | Nom du club               | Niveau             | Classement final | Remarques              |
| ----- | ------- | ------------------------- | ------------------ | ---------------- | ---------------------- |
| 1     | 1954-55 | V&V Overpelt-Fabriek      | Promotion série A  | 6e/16            |                        |
| 2     | 1955-56 | V&V Overpelt-Fabriek      | Promotion série B  | 4e/16            |                        |
| 3     | 1956-57 | V&V Overpelt-Fabriek      | Promotion série A  | 1er/16           | Champion et promu      |
| 4     | 1957-58 | V&V Overpelt-Fabriek      | Division 3 série B | 9e/16            |                        |
| 5     | 1958-59 | V&V Overpelt-Fabriek      | Division 3 série A | 12e/16           |                        |
| 6     | 1959-60 | V&V Overpelt-Fabriek      | Division 3 série A | 10e/16           |                        |
| 7     | 1960-61 | V&V Overpelt-Fabriek      | Division 3 série B | 6e/16            |                        |
| 8     | 1961-62 | V&V Overpelt-Fabriek      | Division 3 série A | 6e/16            |                        |
| 9     | 1962-63 | V&V Overpelt-Fabriek      | Division 3 série B | 5e/16            |                        |
| 10    | 1963-64 | V&V Overpelt-Fabriek      | Division 3 série A | 4e/16            |                        |
| 11    | 1964-65 | V&V Overpelt-Fabriek      | Division 3 série B | 2e/16            | [ saisons 1 ]          |
| 12    | 1965-66 | V&V Overpelt-Fabriek      | Division 3 série A | 6e/16            |                        |
| 13    | 1966-67 | V&V Overpelt-Fabriek      | Division 3 série B | 7e/16            |                        |
| 14    | 1967-68 | V&V Overpelt-Fabriek      | Division 3 série A | 5e/16            |                        |
| 15    | 1968-69 | V&V Overpelt-Fabriek      | Division 3 série A | 7e/16            |                        |
| 16    | 1969-70 | V&V Overpelt-Fabriek      | Division 3 série B | 8e/16            |                        |
| 17    | 1970-71 | V&V Overpelt-Fabriek      | Division 3 série A | 8e/16            |                        |
| 18    | 1971-72 | V&V Overpelt-Fabriek      | Division 3 série B | 8e/16            |                        |
| 19    | 1972-73 | V&V Overpelt-Fabriek      | Division 3 série A | 10e/16           |                        |
| 20    | 1973-74 | V&V Overpelt-Fabriek      | Division 3 série A | 6e/16            |                        |
| 21    | 1974-75 | V&V Overpelt-Fabriek      | Division 3 série B | 2e/16            | [ saisons 2 ]          |
| 22    | 1975-76 | V&V Overpelt-Fabriek      | Division 3 série B | 4e/16            |                        |
| 23    | 1976-77 | V&V Overpelt-Fabriek      | Division 3 série B | 7e/16            |                        |
| 24    | 1977-78 | V&V Overpelt-Fabriek      | Division 3 série A | 5e/16            |                        |
| 25    | 1978-79 | V&V Overpelt-Fabriek      | Division 3 série B | 9e/16            |                        |
| 26    | 1979-80 | V&V Overpelt-Fabriek      | Division 3 série B | 5e/16            |                        |
| 27    | 1980-81 | V&V Overpelt-Fabriek      | Division 3 série B | 6e/16            |                        |
| 28    | 1981-82 | V&V Overpelt-Fabriek      | Division 3 série B | 1er/16           | Champion et promu      |
| 29    | 1982-83 | V&V Overpelt-Fabriek      | Division 2         | 13e/16           |                        |
| 30    | 1983-84 | V&V Overpelt-Fabriek      | Division 2         | 14e/16           |                        |
| 31    | 1984-85 | V&V Overpelt-Fabriek      | Division 2         | 16e/16           | Relégué!               |
| 32    | 1985-86 | V&V Overpelt-Fabriek      | Division 3 série B | 5e/16            |                        |
| 33    | 1986-87 | V&V Overpelt-Fabriek      | Division 3 série B | 14e/16           |                        |
| 34    | 1987-88 | V&V Overpelt-Fabriek      | Division 3 série B | 14e/16           |                        |
| 35    | 1988-89 | K. V&V Overpelt-Fabriek   | Division 3 série B | 15e/16           | Relégué!               |
| 36    | 1989-90 | K. V&V Overpelt-Fabriek   | Promotion série C  | 6e/16            |                        |
| 37    | 1990-91 | K. V&V Overpelt-Fabriek   | Promotion série D  | 1er/16           | Champion et promu      |
| 38    | 1991-92 | K. V&V Overpelt-Fabriek   | Division 3 série B | 3e/16            |                        |
| 39    | 1992-93 | K. V&V Overpelt-Fabriek   | Division 3 série B | 9e/16            |                        |
| 40    | 1993-94 | K. V&V Overpelt-Fabriek   | Division 3 série B | 3e/16            | Promu via tour final   |
| 41    | 1994-95 | K. V&V Overpelt-Fabriek   | Division 2         | 11e/18           |                        |
| 42    | 1995-96 | K. V&V Overpelt-Fabriek   | Division 2         | 15e/18           |                        |
| 43    | 1996-97 | K. V&V Overpelt-Fabriek   | Division 2         | 18e/18           | Relégué!               |
| 44    | 1997-98 | K. V&V Overpelt-Fabriek   | Division 3 série B | 14e/16           | Relégué après barrages |
| 45    | 1998-99 | K. V&V Overpelt-Fabriek   | Promotion série C  | 6e/16            | Promu via tour final   |
| 46    | 99-2000 | K. V&V Overpelt-Fabriek   | Division 3 série B | 13e/16           |                        |
| 47    | 2000-01 | K. V&V Overpelt-Fabriek   | Division 3 série B | 11e/16           |                        |
| 48    | 2001-02 | K. V&V Overpelt-Fabriek   | Division 3 série B | 9e/16            |                        |
| 49    | 2002-03 | K. V&V Overpelt-Fabriek   | Division 3 série B | 9e/16            |                        |
| 50    | 2003-04 | K. United Overpelt-Lommel | Division 3 série B | 2e/16            | Tour final             |
| 51    | 2004-05 | K. United Overpelt-Lommel | Division 3 série B | 1er/16           | Champion et promu      |
| 52    | 2005-06 | K. United Overpelt-Lommel | Division 2         | 2e/18            | Tour final             |
| 53    | 2006-07 | K. United Overpelt-Lommel | Division 2         | 15e/18           |                        |
| 54    | 2007-08 | K. United Overpelt-Lommel | Division 2         | 4e/19            | Tour final             |
| 55    | 2008-09 | K. United Overpelt-Lommel | Division 2         | 9e/19            |                        |
| 56    | 2009-10 | K. United Overpelt-Lommel | Division 2         | 2e/19            | Tour final             |
| 57    | 2010-11 | K. Lommel United          | Division 2         | 2e/18            | Tour final             |
| 58    | 2011-12 | K. Lommel United          | Division 2         | 5e/18            |                        |
| 59    | 2012-13 | K. Lommel United          | Division 2         | 6e/18            |                        |
| 60    | 2013-14 | K. Lommel United          | Division 2         | 5e/18            |                        |
| 61    | 2014-15 | K. Lommel United          | Division 2         | 2e/18            | Tour final             |
| 62    | 2015-16 | K. Lommel United          | Division 2         | 8e/17            |                        |
| 63    | 2016-17 | K. Lommel United          | Division 1B        | 8e/8             | Relégué après barrages |
| 64    | 2017-18 | Lommel SK                 | Division 1 Amateur | 1er/16           | Playoffs et promu      |
| 65    | 2018-19 | Lommel SK                 | Division 1B        | 6e/8             | Play-down              |
| 66    | 2019-20 | Lommel SK                 | Division 1B        | 6e/8             | Play-offs 2            |
| 67    | 2020-21 | Lommel SK                 | Division 1B        | 3e/8             |                        |
| 68    | 2021-22 | Lommel SK                 | Division 1B        | 6e/8             |                        |
| 69    | 2022-23 | Lommel SK                 | Division 1B        | 7e/12            |                        |
| 70    | 2023-24 | Lommel SK                 | Division 1B        | 4e/16            |                        |
| 71    | 2024-25 | Lommel SK                 | Division 1B        | .../16           |                        |